# Promachus condanguineus
Promachus condanguineus är en tvåvingeart som först beskrevs av Macquart 1838.  Promachus condanguineus ingår i släktet Promachus och familjen rovflugor.
Artens utbredningsområde är Kanarieöarna. Inga underarter finns listade i Catalogue of Life.